# Rio Risopatrón
Rio Risopatrón är ett vattendrag i Chile.   Det ligger i regionen Región de Aisén, i den södra delen av landet, 1 200 km söder om huvudstaden Santiago de Chile.
I omgivningarna runt Rio Risopatrón växer i huvudsak blandskog. Trakten runt Rio Risopatrón är nära nog obefolkad, med mindre än två invånare per kvadratkilometer.